# Landscape (groupe britannique)
Pour les articles homonymes, voir Landscape.
Landscape est un groupe britannique de synthpop, originaire de Londres, en Angleterre, actif entre 1975 et 1983. Il est surtout connu pour les tubes Einstein a Go-Go et Norman Batesde sortis en 1981. Le groupe a effectué de nombreuses tournées entre le milieu et la fin des années 1970, jouant dans des salles de rock, de punk et de jazz, et publiant deux EP instrumentaux sur son propre label Event Horizon. Le groupe commence à expérimenter la musique assistée par ordinateur et les batteries électroniques à la fin des années 1970 et au début des années 1980 en enregistrant des disques dans le genre émergent de la synthpop.

## Histoire
Formé en 1975, Landscape est composé de Richard James Burgess (batterie, programmation informatique, synthétiseurs, chant), Christopher Heaton (synthétiseurs, piano, chant), Andy Pask (basses frettées et fretless, synthétiseur de basse, chant), Peter Thoms (trombone, trombone électrique, chant), et John L. Walters (lyricon, saxophone soprano, flûte alto, programmation informatique, synthétiseurs, chant). Le groupe se fait connaître par ses concerts, ses tournées et la création du label indépendant Event Horizon, grâce auquel il sort deux EP. Après avoir signé chez RCA, le groupe sort son premier album studio Landscape en 1979. Leur album studio suivant, From the Tea-rooms of Mars..., sorti en 1981, comprend les tubes britanniques Einstein a Go-Go et Norman Bates, qui se classent dans le Top 5. Leur troisième album studio est Manhattan Boogie-Woogie en 1982. Après la sortie de cet album, Heaton et Thoms quittent le groupe.
Après la sortie du troisième et dernier album studio de Landscape, Manhattan Boogie-Woogie, le groupe devient un trio composé de Burgess, Pask et Walters. Renommant le groupe Landscape III, les membres  sortent ensuite les singles So Good, So Pure, So Kind et You Know How to Hurt Me. Le trio se sépare en 1984 et les membres du groupe ont poursuivi des carrières séparées.

## Carrières ultérieures
Burgess, Heaton et Walters font carrière dans la production musicale. Walters cofonde le journal CD Unknown Public en 1992 avec Laurence Aston et travaille beaucoup en tant qu'écrivain et rédacteur en chef. Il est rédacteur en chef de Eye depuis 1999, et copropriétaire depuis 2008. Pask travaille comme musicien de studio et coécrit la musique du générique de la longue série britannique The Bill, diffusée sur ITV. Il participe ensuite au deuxième album studio de Thomas Dolby, The Flat Earth (1984), et fait une tournée avec Dolby cette année-là, en jouant du trombone. Il a également été membre du personnel du siège de la Musicians' Union en Grande-Bretagne.

## Discographie

### Albums studio
- 1979 : Landscape (RCA)
- 1981 : From the Tea-rooms of Mars... (RCA ; 13e des charts britanniques[7])
- 1982 : Manhattan Boogie-Woogie (RCA)

### Singles
- 1979 : Japan
- 1979 : Sonja Henie
- 1980 : European Man
- 1981 : Einstein a Go-Go (5e des charts britanniques[7])
- 1981 : Norman Bates (40e des charts britanniques[7])
- 1981 : European Man (réédition) (76e des charts britanniques[7])
- 1982 : Eastern Girls
- 1982 : It's Not My Real Name
- 1983 : So Good, So Pure, So Kind, sous le nom de Landscape III (96e des charts britanniques[7])
- 1983 : You Know How to Hurt Me, sous le nom de Landscape III